# 小伦瑙
小伦瑙是德国石勒苏益格－荷尔斯泰因州的一个市镇。总面积4.53平方公里，总人口1505人，其中男性728人，女性777人（2011年12月31日），人口密度332人/平方公里。